# Coppa dell'Imperatore 1966
La Coppa dell'Imperatore 1966 è stata la quarantaseiesima edizione della coppa nazionale giapponese di calcio.

## Formula
Viene confermata la formula degli incontri ad eliminazione diretta, con otto squadre presenti all'avvio del torneo, selezionate tra le prime quattro della Japan Soccer League e della All Japan College Football Championship. Nel caso in cui la situazione di parità perduri oltre i tempi supplementari, si ricorre al sorteggio tramite moneta.

## Date
Tutte le gare del torneo si sono svolte a Tokyo (nel quartiere di Komazawa), ad eccezione di due incontri dei quarti di finale, disputatisi a Mitsuzawa
| Turno            | Data            |                 |
| ---------------- | --------------- | --------------- |
| Quarti di finale | 12 gennaio 1967 |                 |
| Semifinali       | 14 gennaio 1967 |                 |
| Finali           | 15 gennaio 1967 | 15 gennaio 1967 |

## Squadre partecipanti
- Toyo Kogyo (Campione del Giappone)
- Nippon Steel (2° in Japan Soccer League)
- Furukawa Electric (3° in Japan Soccer League)
- Mitsubishi HI (4° in Japan Soccer League)
- Waseda Daigaku (Vincitore della All Japan College Football Championship[3])
- Chūō Daigaku (Finalista della All Japan College Football Championship[3])
- Tokyo Univ. Education (3° in All Japan College Football Championship[3])
- Kwansei Gakuin Daigaku (4° in All Japan College Football Championship[3])

## Risultati
|  | Quarti di finale       | Quarti di finale  |              |              | Semifinali                | Semifinali                |  |  | Finale | Finale |
|  |                        |                   |              |              |                           |                           |  |  |        |        |
|  |                        |                   |              |              |                           |                           |  |  |        |        |
|  |                        |                   |              |              |                           |                           |  |  |        |        |
|  | Toyo Kogyo             | 3                 |              |              |                           |                           |  |  |        |        |
|  | Toyo Kogyo             | 3                 |              |              |                           |                           |  |  |        |        |
|  | Kwansei Gakuin Daigaku | 1                 |              |              |                           |                           |  |  |        |        |
|  | Kwansei Gakuin Daigaku | 1                 | Toyo Kogyo   | 1            |                           |                           |  |  |        |        |
|  |                        |                   | Toyo Kogyo   | 1            |                           |                           |  |  |        |        |
|  |                        | Furukawa Electric | 1            |              |                           |                           |  |  |        |        |
|  | Furukawa Electric      | Furukawa Electric | 1            | 2            |                           |                           |  |  |        |        |
|  | Furukawa Electric      |                   |              | 2            |                           |                           |  |  |        |        |
|  | Chūō Daigaku           | 0                 |              |              |                           |                           |  |  |        |        |
|  | Chūō Daigaku           | 0                 | Toyo Kogyo   | 2            |                           |                           |  |  |        |        |
|  |                        |                   | Toyo Kogyo   | 2            |                           |                           |  |  |        |        |
|  |                        | Waseda Daigaku    | 3            |              |                           |                           |  |  |        |        |
|  | Nippon Steel           | Waseda Daigaku    | 3            | 2            |                           |                           |  |  |        |        |
|  | Nippon Steel           |                   |              | 2            |                           |                           |  |  |        |        |
|  | Tokyo Univ. Education  | 0                 |              |              |                           |                           |  |  |        |        |
|  | Tokyo Univ. Education  | 0                 | Nippon Steel | 2            | Finale per il terzo posto | Finale per il terzo posto |  |  |        |        |
|  |                        |                   | Nippon Steel | 2            | Finale per il terzo posto | Finale per il terzo posto |  |  |        |        |
|  |                        | Waseda Daigaku    | 4            |              |                           |                           |  |  |        |        |
|  | Mitsubishi HI          | Waseda Daigaku    | 4            | 1            | Furukawa Electric         | 1                         |  |  |        |        |
|  | Mitsubishi HI          |                   |              | 1            | Furukawa Electric         | 1                         |  |  |        |        |
|  | Waseda Daigaku         | 3                 |              | Nippon Steel | 4                         |                           |  |  |        |        |
|  | Waseda Daigaku         | 3                 |              |              | 4                         |                           |  |  |        |        |
|  |                        |                   |              |              |                           |                           |  |  |        |        |
|  |                        |                   |              |              |                           |                           |  |  |        |        |

### Quarti di finale
| Squadra 1         | Risultato | Squadra 2              |
| ----------------- | --------- | ---------------------- |
| Toyo Kogyo        | 3 - 1     | Kwansei Gakuin Daigaku |
| Furukawa Electric | 2 - 0     | Chūō Daigaku           |
| Waseda Daigaku    | 3 - 1     | Mitsubishi HI          |
| Nippon Steel      | 2 - 0     | Tokyo Univ. Education  |

### Semifinali
| Squadra 1      | Risultato | Squadra 2         |
| -------------- | --------- | ----------------- |
| Toyo Kogyo     | 1 - 0     | Furukawa Electric |
| Waseda Daigaku | 2 - 1     | Nippon Steel      |

### Finale per il primo posto
| Tokyo 15 gennaio 1967 | Toyo Kogyo | 2 – 3 (d.t.s.) | Waseda Daigaku |  |

### Finale per il terzo posto
| Tokyo 16 gennaio 1967 | Furukawa Electric | 1 – 4 | Yawata Steel |  |